# Окугава, Масая
Масая Окугава (яп. 奥川 雅也| Масая Окугава, род. 14 апреля 1996, Кока, Сига) — японский футболист, полузащитник клуба «Киото Санга».

## Клубная карьера
Окугава — воспитанник клуба «Киото Санга». В сентябре 2014 года он подписал с клубом первый профессиональный контракт. 6 мая 2015 года в матче против «Гифу» Масая дебютировал во втором дивизионе Джей лиги. 6 июня в поединке против «Оита Тринита» Окугава забил первый гол за клуб.
В июне 2015 года австрийский «Ред Булл Зальцбург» объявил о переходе игрока в систему клуба, сумма трансфера составила около 100 миллионов йен. После перехода полузащитник присоединился в фарм-клубу команды — «Лиферинг». 4 августа в матче против «Капфенберга» он дебютировал за клуб во Второй лиге Австрии. 28 августа в поединке против «Аустрии Лустенау» он забил первый гол за клуб.
В июле 2017 года Окугава на правах аренды стал игроком «Маттерсбурга». 6 августа в матче против «Штурма» он дебютировал в австрийской Бундеслиге. 9 декабря в поединке против «Рапид Вена» Масая забил дебютный гол в составе клуба. В августе 2018 года немецкий «Хольштайн» на год арендовал полузащитника. 22 сентября в поединке против «Бохума» он дебютировал во второй немецкой Бундеслиге. 23 февраля 2019 года в матче против того же клуба забил первый гол за кильский клуб.
В январе 2021 года Окугава на правах аренды перешёл в «Арминию», вышедшую в Бундеслигу. 19 февраля в матче против «Вольфсбурга» он дебютировал в первой Бундеслиге. 14 марта в матче против «Байер 04» Масая забил первый и победный гол для своей команды. По окончании сезона клуб сохранил место в высшем дивизионе и Окугава был выкуплен.
По итогам сезона 2021/22 «Арминия» вылетела из первой Бундеслиги и соглашения с полузащитником было разорвано. В июле 2023 года Масая на правах свободного агента перешёл в «Аугсбург». Начало нового сезона Окугава пропустил из-за перелома ключицы.
14 января 2024 года перешёл на правах аренды в клуб Второй Бундеслиги «Гамбург» до конца сезона 2023/24.

## Достижения
«Ред Булл» (Зальцбург)
- Чемпион Австрии: 2019/20
- Обладатель Кубка Австрии: 2019/20